# Wardamm
Der Wardamm ist eine historische Straße in Bremen Stadtteil Huchting, Ortsteile Grolland und Mittelshuchting. Er führt in Ost-West-Richtung von der Grollander Ochtum / Warturmer Heerstraße bis zur Straße Zum Huchtinger Bahnhof.
Die Querstraßen wurden benannt als Warfeldsweg nach einer Flurbezeichnung, Storchenweg nach der Gaststätte, Theresienweg nach dem Vornamen Theresia, Turmkamp nach dem Turm der Landwehrbefestigung, Ringelrosenweg nach der Ringelblume, Grollander Straße nach dem Ortsteil, Turmkamp II s. o., Grollander Deich nach dem Ochtumdeich auf der Grollander Seite, Vor den Seelanden nach der seeartigen Ausweitung des Huchtinger Fleets; ansonsten siehe beim Link zu den Straßen.

## Geschichte

### Name
Der Wardamm wurde benannt nach dem kleinen Dorf Ware (Ware = Fischwehr), erstmals 1201 und mehrfach nach 1290 erwähnt; es bestand bis 1400. Durch die Marschenlandschaft konnte der Ort nur durch einen Damm erreicht werden.

### Entwicklung
Aus dem Gebiet auf der linken Ochtumseite wurde das Warfeld. 1290 wurden im Dorf Ware drei bis vier Häuser urkundlich benannt. Die Straße war der Handelsweg von Bremen nach Delmenhorst und Oldenburg. 1311 einigten sich die Grafen von Delmenhorst und der Rat der Stadt Bremen darauf, diese strata communis für Fußgänger und Wagen herzurichten und auf Dauer zu unterhalten, die Grafen von Delmenhorst bis Huchting und die Stadt von Huchting bis Bremen. 1390 wurde hier die Landwehr verstärkt und der Torn to de Warebrughen gebaut. 1523 erfolgte die Pflasterung der Straße, die später Wahrdamm und dann Wardamm hieß und Teil des alten Postweges von Bremen nach Oldenburg war.
Bis 1910 blieb dies die einzige Straßenverbindung von Bremen nach Oldenburg. Ab 1910 war die Huchtinger Heerstraße von Bremen auch durch die parallel neu gebaute Oldenburger Straße (wurde später Teil der B75) zu erreichen.
Der Mittelshuchtinger Teil des Wardamms trägt diesen Namen erst seit 1954. Hier wurde die Huchtinger Heerstraße beim Bau der Bahnlinie 1867 verlegt und der Teil nördlich der Bahn bis zum Bahnübergang 1954 umbenannt.
Erst 1962, mit der Verlängerung der B75 durch Huchting, verlor der Wardamm seine Bedeutung für den Fernverkehr.
Beim Hochwasser in Bremen vom Dezember 1954 und bei der Sturmflut 1962 war das Gebiet an der Straße überflutet und die Anwohner mussten evakuiert werden.
1189 wurde Grolland erstmals erwähnt und gehörte bis 1803 zur Grafschaft bzw. Herzogtum Oldenburg und dann zum Goh Obervieland. 1870 wurde Grolland Teil der bremischen Landgemeinde Huchting. 1946 fand die Eingemeindung von Huchting mit dem Ortsteil Grolland statt.

### Verkehr
Vom Wardamm mit der alten Ochtumbrücke am Warturm (Gasthaus zum Storchennest) und der neuen Ochtumbrücke nordwestlich von Grolland gelangt man neben dem linken Deich der Neuen Ochtum zum Huchtinger Bahnhof und zur Alten Heerstraße in Mittelshuchting.

## Gebäude und Anlagen
An der Straße befinden sich u. a. ein- bis zweigeschossige Häuser.
Erwähnenswerte Gebäude und Anlagen
- Warturm und Storchennest; noch an der Warturmer Heerstraße
- Brücke über die alte Grollander Ochtum
- Kleingartengebiete Ochtum-Warfeld und Turmkamp zwischen alter Ochtum und neuer Ochtum, südlich tangiert von der Bahnstrecke Bremen–Oldenburg von 1867
- Querung der Güterbahnlinie Hafenbahn von der Bahnstrecke Bremen-Oldenburg zum Güterverkehrszentrum (GVZ) am Neustädter Hafen
- Brücke über die neue Ochtum von 1989; Radwege in den Park
- Park links der Weser: Der Landschaftspark in der Ochtumniederung von seit 1976 ist etwa 239 Hektar groß und er wird von einem Verein betreut.
- Naturschutzgebiet Ochtumniederung von 1998 mit einer Größe von 375 Hektar nordwestlich vom Park links der Weser
- Nr. 111: 1-gesch. Anlage eines Betriebshofes der Stadt von um 1990 nach Plänen von Oberbaurat Pauli vom Hochbauamt Bremen
- Nr. 114: Recycling-Hof Huchting
- Nr. 117: Übergangswohnheim von 1993, erweitert 2004, Betreiber die AWO, Neubau von 2017 und Abriss der alten Wohncontainer[3]
- Nr. 118: mehrere Gewerbebetriebe